# Кастельнавет
Кастельнаве́т (фр. Castelnavet) — коммуна во Франции, находится в регионе Юг — Пиренеи. Департамент — Жер. Входит в состав кантона Эньян. Округ коммуны — Миранд.
Код INSEE коммуны — 32081.

## География

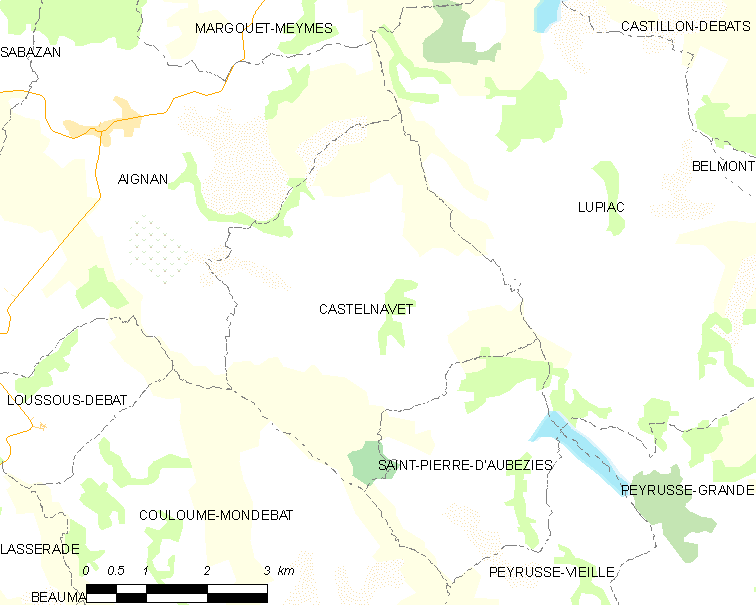
Карта коммуны

Коммуна расположена приблизительно в 600 км к югу от Парижа, в 110 км западнее Тулузы, в 37 км к западу от Оша.
По территории коммуны протекают реки Дуз и Пети-Мидур.

## Климат
Климат умеренно-океанический. Лето жаркое и немного дождливое, температура часто превышает 35 °С. Зимой часто бывает отрицательная температура и ночные заморозки. Годовое количество осадков — 700—900 мм.

## Население
Население коммуны на 2010 год составляло 141 человек.
| 1962 | 1968 | 1975 | 1982 | 1990 | 1999 | 2010 |
| ---- | ---- | ---- | ---- | ---- | ---- | ---- |
| 250  | 224  | 201  | 154  | 153  | 155  | 141  |

## Администрация
| Период | Период | Фамилия      | Партия       | Примечания |
| ------ | ------ | ------------ | ------------ | ---------- |
| 1988   | 2014   | Мишель Сансо | беспартийный |            |
| 2014   | 2020   | Жоэль Дажьё  |              |            |

## Экономика
В 2010 году среди 88 человек трудоспособного возраста (15-64 лет) 61 были экономически активными, 27 — неактивными (показатель активности — 69,3 %, в 1999 году было 69,2 %). Из 61 активных жителей работали 56 человек (34 мужчины и 22 женщины), безработных было 5 (2 мужчин и 3 женщины). Среди 27 неактивных 4 человека были учениками или студентами, 12 — пенсионерами, 11 были неактивными по другим причинам.

## Достопримечательности
- Церковь XII века. Исторический памятник с 1979 года[4]